# 德浚小檗
德浚小檗（学名：Berberis yui），为小檗科小檗属下的一个植物种。